# Lappersdorf
Lappersdorf je městys v německé spolkové zemi Bavorsko, v zemském okrese Řezno ve vládním obvodu Horní Falc. Protéká jím řeka Řezná.
V roce 2014 zde žilo 13 190 obyvatel.

## Poloha
Sousední obce jsou: Pielenhofen, Pettendorf, Regenstauf, Řezno (Regensburg), Wolfsegg a Zeitlarn.